# 泰國氣象局
泰國氣象局，泰國數位經濟與社會部轄下的一個行政機關。成立於1923年，地址為曼谷拍那空縣素坤逸路4353號。

## 組織

### 行政部門
- 局長辦公室
- 國家防災委員會

### 預報中心
- 國家天氣監測預報中心
- 地區天氣監測預報中心

## 熱帶氣旋

### 分級方式
| 強度                                | 中心平均風速       |
| ----------------------------------- | ------------------ |
| 低壓區（Low Pressure）              | <30 knots          |
| 熱帶性低氣壓（Tropical Depression） | 30–35 knots        |
| 熱帶風暴（Tropical Storm）          | 35–65 knots        |
| 颱風（Typhoon）                     | 65 knots（含）以上 |

## 外部連結
- 官方网站
- 泰國國家天氣監測預報中心
- 泰國氣象局的Facebook專頁
- YouTube上的泰國氣象局頻道
- 泰國氣象局的X（前Twitter）